# Sekvojovce v Michelském lese
Sekvojovce v Michelském lese jsou dva památné stromy, které rostou v Praze 4 v severní části Kunratického lesa na místě bývalé lesní školky při lesní cestě od hotelu Nosál a restaurace Za větrem k rybníku Labuť.

## Parametry stromu
- Výška (m): 33 a 23 (k roku 2015)
- Obvod (cm): 365 a 356 (k roku 2015)
- Ochranné pásmo: vyhlášené - kruh o poloměru 15 m
- Datum prvního vyhlášení: 26.11.2010[1]
- Odhadované stáří: 60 let[2]

## Popis
Jeden sekvojovec má pravidelnou korunu, druhý kuželovitou. Strom rostoucí blíž k Roztylům má špičku vrcholu zlomenou od poryvů větru a ve vrcholové části roste do šířky. Zdravotní stav obou jedinců je výborný.

## Historie
Do zámeckém parku v Ratměřicích na Benešovsku nechal hrabě Otta Ferdinand Chotek z Chotkova a Vojnína (1816-1889) dovézt sekvojovce jako třináctileté. Z jejich semen pak byly vypěstovány stromky vysazené roku 1954 v lesní školce Kunratického lesa lesníkem M. Kučerou. Lesní školka byla po roce 2010 zrušena a na jejím místě zřízeno dětské hřiště.

## Památné stromy v okolí
- Hraniční dub v Kunraticích
- Jilm vaz v Michelském lese
- Skupina dubů letních na východním okraji Kunratického lesa

## Turismus
Okolo sekvojovců vede turistická značená trasa  6122 od metra C-Roztyly přes Kunratice a Šeberov do Průhonic.